# Lac Vermont
Lac Vermont är en sjö i Kanada.   Den ligger i regionen Saguenay–Lac-Saint-Jean och provinsen Québec, i den östra delen av landet, 500 km nordost om huvudstaden Ottawa. Lac Vermont ligger 305 meter över havet. Arean är 7,5 kvadratkilometer. Den sträcker sig 8,5 kilometer i nord-sydlig riktning, och 3,8 kilometer i öst-västlig riktning.
I omgivningarna runt Lac Vermont växer i huvudsak blandskog. Trakten runt Lac Vermont är nära nog obefolkad, med mindre än två invånare per kvadratkilometer.